# Konno Kazuya
Konno Kazuya (sinh ngày 11 tháng 7 năm 1997) là một cầu thủ bóng đá người Nhật Bản.

## Sự nghiệp câu lạc bộ
Konno Kazuya hiện đang chơi cho FC Tokyo.